# بندر جاسک
بندر جاسک 
(به بلوچی: جاشک) یکی از شهرهای استان هرمزگان در جنوب ایران است که در کرانه دریای مکران قرار دارد. این شهر همچنین مرکز شهرستان جاسک و بخش مرکزی شهرستان جاسک است و از شهرهای بندری با قدمت و استراتژیک ایران می‌باشد. از نام‌های تاریخی و قدیمی این شهرستان می‌توان به جاشک، بنگلان و مکران اشاره کرد.

## امکانات آموزشی
در بندر جاسک دانشگاه‌های آزاد و پیام‌نور وجود دارند که وظیفه آموزش عالی در این شهرستان بر‌عهده این دو دانشگاه است. همچنین جاسک دارای یک کتابخانه عمومی نیز می‌باشد.

## جمعیت
بر پایه سرشماری عمومی نفوس و مسکن در سال ۱۳۹۵ جمعیت این شهر ۱۶۸۶۹ نفر بوده‌ است. بر پایه آمار، ساکنان جاسک شیعه و سنی در کنار هم هستند. 

## مردم
قومیت مردم منطقه، بلوچ و گویش رایج میان مردم منطقه بلوچی،و زبان رسمی آنان فارسی است.

## تاریخچه
نام این بندر که امروزه جاسک نامیده می‌شود، در دوران‌های گذشته به‌صورت‌های جاشک، چاشک، جک، رأس‌الجاسک و چاسک نیز ثبت شده‌ است. در دوران بسیار قدیم بندر جاسک یکی از کانون‌های معتبر آئین میترایی بود. معبدی به نام آناهیتا در جاسک باقی‌ مانده‌ است. تهمتن بن توران شاه ملقب به سلطان قطب‌الدین در سال ۱۳۳۰ میلادی به‌بعد در جاسک حکومت می‌کرده است. در سال ۱۶۱۴ میلادی انگلیسی‌ها بندر جاسک را به‌عنوان بندر تجاری خود در شمال خلیج فارس انتخاب کردند.
اولین محموله انگلیسی‌ها در سال ۱۶۱۶ با کشتی از هند حرکت کرد و در جاسک پهلو گرفت و در سال ۱۶۱۹ میلادی، تجار مذکور اولین تجارتخانه شرکت هند شرقی در جاسک را تأسیس کردند. این بندر تا زمانی که بندرعباس به تجارت انگلیسی‌ها اختصاص داده شد، مرکز تجارت و معاملات کمپانی هند شرقی با مرکز ایران بود. در اواخر سال ۱۶۲۰ میلادی هلندی‌ها از ورود دو کشتی کمپانی هند شرقی به بندر جاسک جلوگیری کردند. این کار که منجر به نبرد سختی بین انگلیسی‌ها و هلندی‌ها در حوالی این بندر شد، به شکست و اخراج هلندی‌ها از بندر جاسک انجامید.
کشور انگلیس برای بسط نفوذ خود در سال ۱۸۶۴ میلادی اقدام به استحکام مواضع خود در خلیج‌ فارس نمود. از جمله این اقدامات، ایجاد خطوط تلگراف و کابل زیر‌دریایی بود که ایران و هند را از طریق گواتر - جاسک - بندرعباس مرتبط می‌ساخت. دولت انگلیس چند ساختمان و استحکامات نظامی در جاسک به‌وجود آورد. در سال ۱۹۰۱ میلادی خطوط تلگرافی دیگری از بندر جاسک به مسقط (عمان) دایر شد که مرکز آن در جاسک قرار داشت. در سال ۱۹۳۲ از سوی دولت ایران عبور بدون اجازه هواپیماهای انگلیسی و هلندی که از خاور دور به خاورمیانه می‌آمدند، ممنوع اعلام شد؛ زیرا از بدو تأسیس خطوط هوایی، این دو کشور بدون کسب اجازه در فرودگاه‌های جاسک، بندرعباس و بندر لنگه فرود می‌آمدند. در نتیجه این ممنوعیت، مسیر پروازهای فوق تغییر کرد. بندر جاسک امروزه از شهرهای نسبتاً آباد استان هرمزگان است که سه طرف آن را آب‌های ساحلی احاطه کرده و آن را به‌صورت یک شبه‌جزیره درآورده‌ است. این شهر از دو سوی شرق و غرب به خلیج جاسک می‌پیوندد و از سوی دیگر (شمال شرقی)، به مناطق نظامی متصل است. این موقعیت، شکل ظاهری شهر را به حالت طولی درآورده و عرض آن را بسیار محدود کرده‌ است.

## جاذبه‌های تاریخی و گردشگری
غار سادرمند، سنگ سیاه، برج سیا سفید، تنگ خشکیزو، ساحل سنگی زیبای گتان، گل‌فشان یا پوراف گتان، ساحل مقسا، قلعه کوه‌مبارک، قلعه پرتغالی‌ها(خراب شده)، روستای تاریخی شیراهن، تلگرافخانه جاسک، خور خلاصی و صحرا ها و شهرنو و جنگل‌های حرا از جمله جاذبه‌های گردشگری این شهرستان هستند.

## رودخانه جگین
رودخانه جگین بزرگترین و پر‌آب‌ترین رودخانه استان هرمزگان می‌باشد. این رودخانه از کوه‌های بشاگرد سرچشمه می‌گیرد و با پیوستن چند رودخانه دیگر از جمله رودخانه شه‌بابک و رودخانه انگهران (گوهران)، به دریای مکران می‌ریزد. آب این رودخانه شیرین است. در هنگام بارندگی یا رگبارهای کوتاه، مقدار قابل توجهی از آب شیرین این رودخانه به دریا سرازیر می‌شود. هم‌اکنون سدی بر روی این رودخانه بسته شده و قرار است آب آن بعد از آبیاری روستاهای شهرستان‌های بشاگرد تا جاسک و بندر جاسک به بندرعباس مرکز استان منتقل شود.

## منطقه ویژه اقتصادی مکران
سواحل مَکُّران از میناب شروع شده و به‌سمت مرزهای شرقی ایران و گواتر ادامه می بابد.
طرح ایجاد منطقه ویژه اقتصادی مکران طی سفر استانی رئیس‌جمهور در دولت تصویب گردید و قرار است که مناطق شرق و غرب جاسک جزو آن قرار گیرند.

## نگارخانه

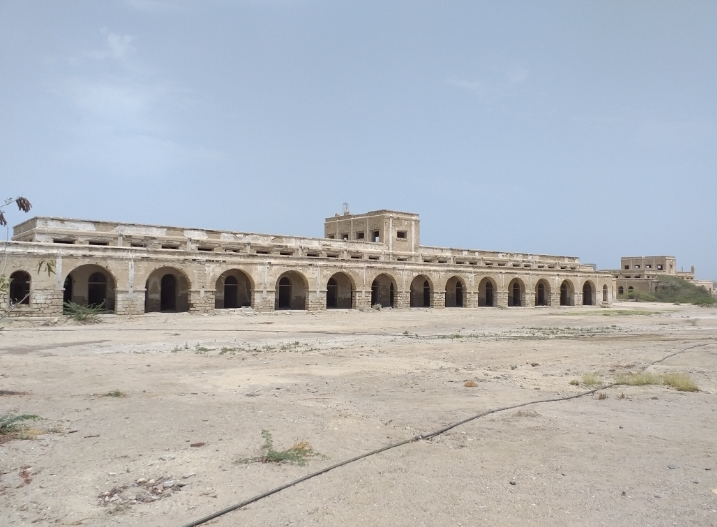
تلگراف خانه انگلیسی‌ها در جاسک